# 濱田隼平
濱田 隼平（はまだ じゅんぺい、1988年10月7日 - ）は、元中京テレビ放送 (CTV) のアナウンサー。

## 経歴
兵庫県赤穂市出身。
兵庫県立相生高等学校、同志社大学社会学部を卒業後、2011年に山口朝日放送に入社。同期に元同局アナウンサーの河野恵がいる。同局在籍時には、アナウンサーをしながら記者も務めていた。
2013年3月31日付で山口朝日放送を退社し、同年4月に中京テレビへ移籍した。中京テレビにおける同期は、同年に新卒入社した佐野祐子。
2022年5月26日付で中京テレビを退職し、新たな分野へ挑戦するとした。同志社時報151号では、セカンドキャリアとして大学教授になり、ゼミを持って自分が培ったものを還元できるような分野で教えてみたいとしている。

## 人物
大学時代には同志社大学体育会硬式野球部に所属し、内野手を務めていた。4回生（4年生）の秋には部の学生コーチを務めていた。

## 担当番組

### 山口朝日放送
- Jチャンやまぐち - スポーツ担当（2011年10月 - 2012年3月）
- yabニュース

### 中京テレビ
- SKE48の世界征服女子 season2 - 「ザ・かわいいベストテン」担当[6]
- 4U - ナレーター[7]
- 前略、大徳さん - リポーター[8]
- キャッチ! - リポーター、ナレーター、中継[8]水曜木曜キャスター(2020年3月30日〜2022年5月26日)[9]
- NNNストレイトニュース 中京テレビローカルパート - キャスター[10]
- news zero 中京テレビローカルパート
- 真相報道 バンキシャ! 中京テレビローカルパート
- ササシマ MUSIC BASE - ナレーター[8]
- スポーツ中継 - 実況[11][12]
- ニュース[8]
- スーパーチャンプル presents STREET DANCE 新世代No.1決定戦[13]